# Herbert von Garvens-Garvensburg
Herbert von Garvens-Garvensburg (né en 1883 - mort en 1953) est un collectionneur d'art, un galeriste et un mécène allemand originaire de Hanovre, en Basse-Saxe.
Il fut le directeur de la Kestner-Gesellschaft, et put à ce titre promouvoir le travail de la plupart des artistes allemands qui lui étaient contemporains, en particulier Paula Modersohn-Becker, Lovis Corinth, Max Liebermann ou Bernhard Hoetger.
Proche des idées d'André Breton et du courant de l'art brut, von Garvens est resté célèbre à Hanovre pour y avoir organisé en 1921 une exposition de dessins représentant exclusivement des fous.